# Два Папы
«Два Папы» (англ. The Two Popes) — фильм бразильского режиссёра Фернанду Мейреллиша, вышедший на экраны в 2019 году. Снят по сценарию Энтони Маккартена, основанном на его же пьесе «Папа» 2017 года. В главных ролях Энтони Хопкинс и Джонатан Прайс.
Премьера состоялась на кинофестивале в Теллурайде 31 августа 2019 года. Фильм вышел в ограниченный прокат 27 ноября 2019 года в США и 29 ноября 2019 года в Великобритании, в цифровом формате фильм стал доступен с 20 декабря 2019 года на Netflix.

## Сюжет
Кардинал Хорхе Марио Бергольо, архиепископ Буэнос-Айреса (Джонатан Прайс), несмотря на солидный возраст, жизнерадостен, динамичен и любознателен, он старается идти в ногу со временем, ратует за перемены и обновление католической церкви. Кардинал часто разговаривает с людьми прямо на улицах, обожает футбол и как истинный аргентинец раз в неделю танцует танго. После кончины Иоанна Павла II Бергольо считался одним из основных кандидатов, но проиграл — конклав избрал новым папой кардинала из Германии Йозефа Ратцингера, убеждённого и последовательного консерватора (Энтони Хопкинс).
Аргентинец и немец расходятся решительно во всём, кажется, что между их позициями вообще нет точек соприкосновения. В конце концов Бергольо решает отправиться в Ватикан — он намерен подать прошение об отставке и закончить свои дни простым священником в каком-нибудь провинциальном приходе. Но, уже держа в руках авиабилет в Рим, получает письмо папы Бенедикта XVI — тот вызывает кардинала на беседу.
Понтифик, демонстративно игнорируя прошение, пытается разговорить аргентинца, понять внутреннюю логику, на которой основаны его убеждения, и постепенно обнаруживает, что эта логика, настолько отличная от его собственной, в своём роде цельна, последовательна и выстрадана всей жизнью кардинала Бергольо. Несмотря на почти полное обоюдное непонимание, в ходе жарких богословских диспутов, обсуждая проблемы католической церкви и её будущее, два мудрых старика проникаются и глубоким уважением к позиции оппонента, и откровенной взаимной симпатией.
Наконец, Бенедикт XVI, всё время их общения явно размышляющий над чем-то очень важным, после долгих колебаний делает для себя окончательный вывод. Он ждал знамения, и то обстоятельство, что латиноамериканец сам, до папского вызова, собрался лететь в Рим, явило ему Божью волю. Решение верховного пастыря более чем миллиарда католиков всего мира потрясает кардинала до глубины души. Оказывается, находящийся в преклонных годах и тяжело больной понтифик уже давно вынашивал мысль совершить нечто беспрецедентное — отречься от Святого Престола. И останавливало его только одно, последнее препятствие: папа понимал, что его наиболее вероятным преемником окажется носитель совершенно чуждых ему идей, либерал и прогрессист Бергольо. Но теперь, проведя несколько дней в спорах и гораздо лучше узнав своего собеседника, перестал этого опасаться…
В финальной сцене два друга — Франциск, папа римский, давний и верный болельщик клуба «Сан-Лоренсо», и Бенедикт XVI, «pontifex emeritus», до того совершенно равнодушный к футболу, — вечером 13 июля 2014 года вместе смотрят финальный матч на первенство мира, в котором встречаются сборные команды их родных стран — Аргентины и Германии.

## В ролях
- Энтони Хопкинс — кардинал Йозеф Алоиз Ратцингер, затем папа римский Бенедикт XVI
- Джонатан Прайс — кардинал Хорхе Марио Бергольо, затем папа римский Франциск
- Хуан Минухин — Хорхе Марио Бергольо в молодости
- Луис Гнекко[англ.] — кардинал Клаудиу Хуммес
- Сидни Коул — кардинал Питер Терксон
- Лисандро Фикс — отец Франсиско Яликс
- Херман де Сильва — отец Йорио
- Томас Д. Вильямс — американский журналист
- Мария Уседо — Эстер Баллестрино
- Эмма Бонино — камео

## Достоверность
Хотя значительная часть содержания фильма и основана на исторических событиях, в том числе на опубликованных текстах речей и философских дебатов, однако всё остальное содержание сюжета является вымышленным: «То, что вы всегда делаете, вы предполагаете», — сказал Маккартен в интервью «TheWrap», — «Будем надеяться, что эти предположения были основаны на фактах и правде, и, надеюсь, всё было угадано верно», — добавил он.

## Критика
На сайте-агрегаторе Rotten Tomatoes рейтинг фильма составляет 88 % на основании 226 отзывов, средняя оценка — 7,3/10. Сайт обобщает мнения критиков так: «Благодаря выдающейся игре идеально подобранных исполнителей главных ролей, фильм „Два Папы“ превращает ключевой момент в современной истории организованной религии в захватывающую драму». На Metacritic фильм получил средневзвешенную оценку 75 из 100, сформированную на основании 39 рецензий критиков, что соответствует «в основном положительным отзывам».
Джош Купецки из Austin Chronicle написал в своей рецензии: «„Два Папы“ — это размышление о смирении и роли веры в современную эпоху секуляризма. Фильм демонстрирует мастерство двух выдающихся актёров, которые идеально подходят на свои роли и с блеском проводят большую часть экранного времени в дискуссиях друг с другом, на фоне которых зарождается дружба».

## Награды и номинации
- 2019 — приз «Серебряная лягушка» фестиваля Camerimage (Сесар Чарлоне).
- 2019 — 5 номинаций на премию «Спутник»: лучший фильм — драма, лучший адаптированный сценарий (Энтони Маккартен), лучшая мужская роль второго плана (Энтони Хопкинс), лучшая работа художника-постановщика (Марк Тилдесли, Саверио Саммали), лучший дизайн костюмов (Лука Канфора).
- 2020 — три номинации на премию «Оскар»: лучший адаптированный сценарий (Энтони Маккартен), лучшая мужская роль (Джонатан Прайс), лучшая мужская роль второго плана (Энтони Хопкинс).
- 2020 — 5 номинаций на премию BAFTA: лучший британский фильм года, лучший адаптированный сценарий (Энтони Маккартен), лучшая мужская роль (Джонатан Прайс), лучшая мужская роль второго плана (Энтони Хопкинс), лучший кастинг.
- 2020 — 4 номинации на премию «Золотой глобус»: лучший фильм — драма, лучший сценарий (Энтони Маккартен), лучшая мужская роль — драма (Джонатан Прайс), лучшая мужская роль второго плана (Энтони Хопкинс).
- 2020 — две номинации на премию «Выбор критиков» за лучший адаптированный сценарий (Энтони Маккартен) и за лучшую мужскую роль второго плана (Энтони Хопкинс).
- 2020 — номинация на премию Лондонского кружка кинокритиков лучшему британскому/ирландскому актёру года (Джонатан Прайс).